# 鳥の歌 (カタルーニャ民謡)
『鳥の歌』（とりのうた、カタルーニャ語：El Cant dels Ocells）は、スペイン、カタルーニャの民謡。クリスマス・キャロルであり、キリスト聖誕を鳥が祝っている様子を歌っている。
カタルーニャ出身のチェロ奏者パブロ・カザルスの編曲・演奏によって、世界的に知られるようになり、またチェロのレパートリーとして演奏されるようになった。カザルスは、1971年10月24日の世界国際平和デーに国際連合本部で演奏会を行った際にも、この曲をアンコールで演奏し、これは世界中に放送された。演奏にあたってカザルスは、平和を求めるメッセージとともに、「私の生まれ故郷カタルーニャの鳥は peace、peace と鳴くのです」と付言している。

## カザルスの編曲
Molto lento
イ短調。4分の2拍子と4分の3拍子が混じる。このためリズム感は薄い。チェロとピアノまたは管弦楽の2通りの編曲がある。簡単な二部形式。
序奏はA-Eのトレモロ。チェロの主旋律はE-A-H-C-D-E-Aの上昇音階。最後に序奏と同じトレモロが後奏として曲を締めくくる。
演奏時間は8分音符が42拍/分前後という速さとされており、3分強から4分となる。